# Дворец Надьтетень
Дворец-музей Надьтетень (венг. Nagytétényi Kastélymúzeum) — барочный дворец XVIII века в Будапеште, принадлежавший семейству Сараз-Руднянски, окружённый большим парком. В настоящее время во дворце размещается будапештский Музей европейской мебели и одежды, филиал Музея прикладного искусства. В его экспозиции представлено более 300 различных предметов мебели и мебельных гарнитуров, частью ручной работы, а также другие исторические детали интерьера: печи, люстры, ковры, стенные обивки, керамика, стекло. Возраст некоторых экспонатов достигает 500 лет. Постоянная экспозиция музея носит название «История мебельного искусства от готики до германского стиля бидермейер XIX века».